# Renfe Operadora

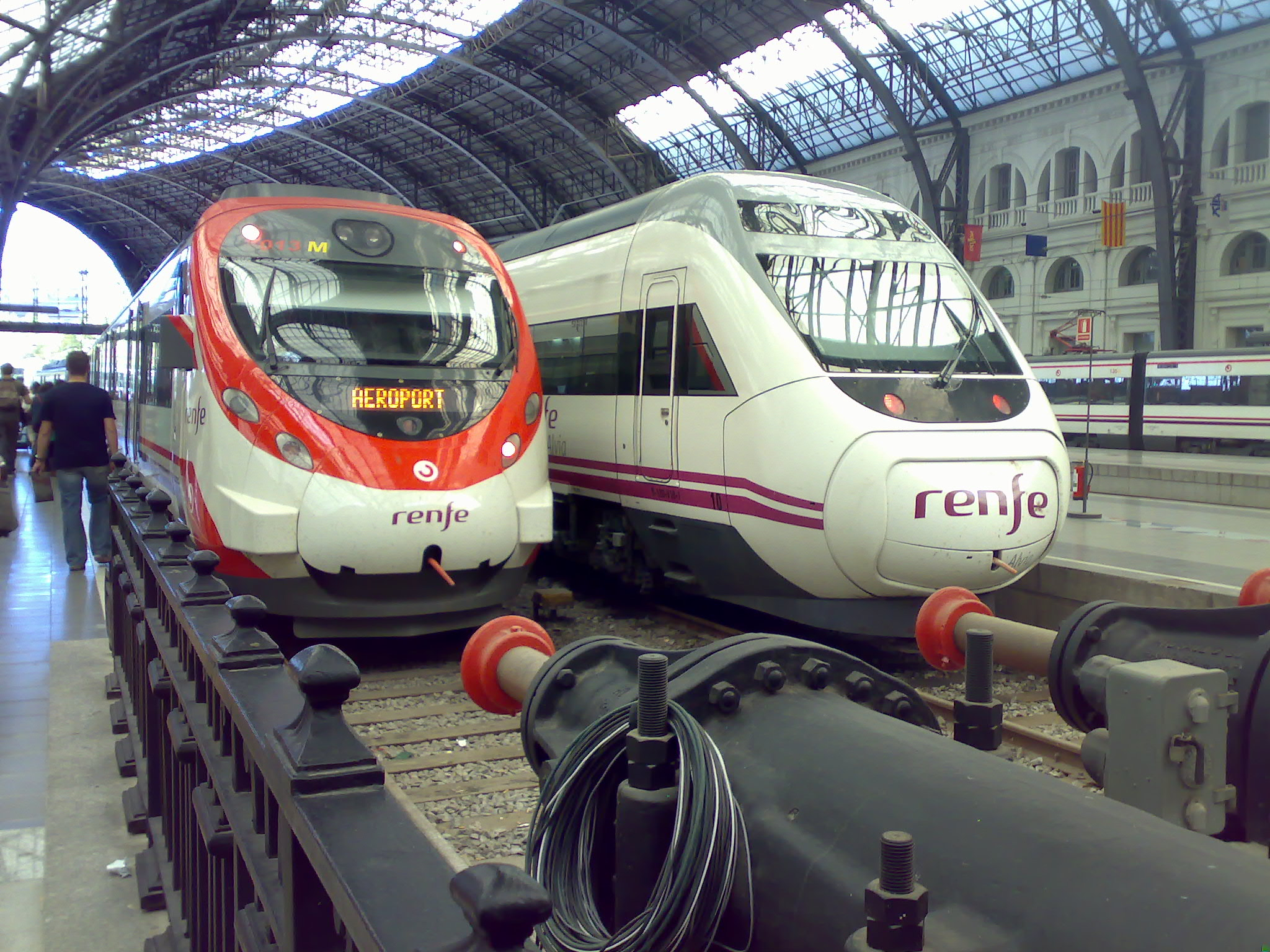
Station Barcelona - França

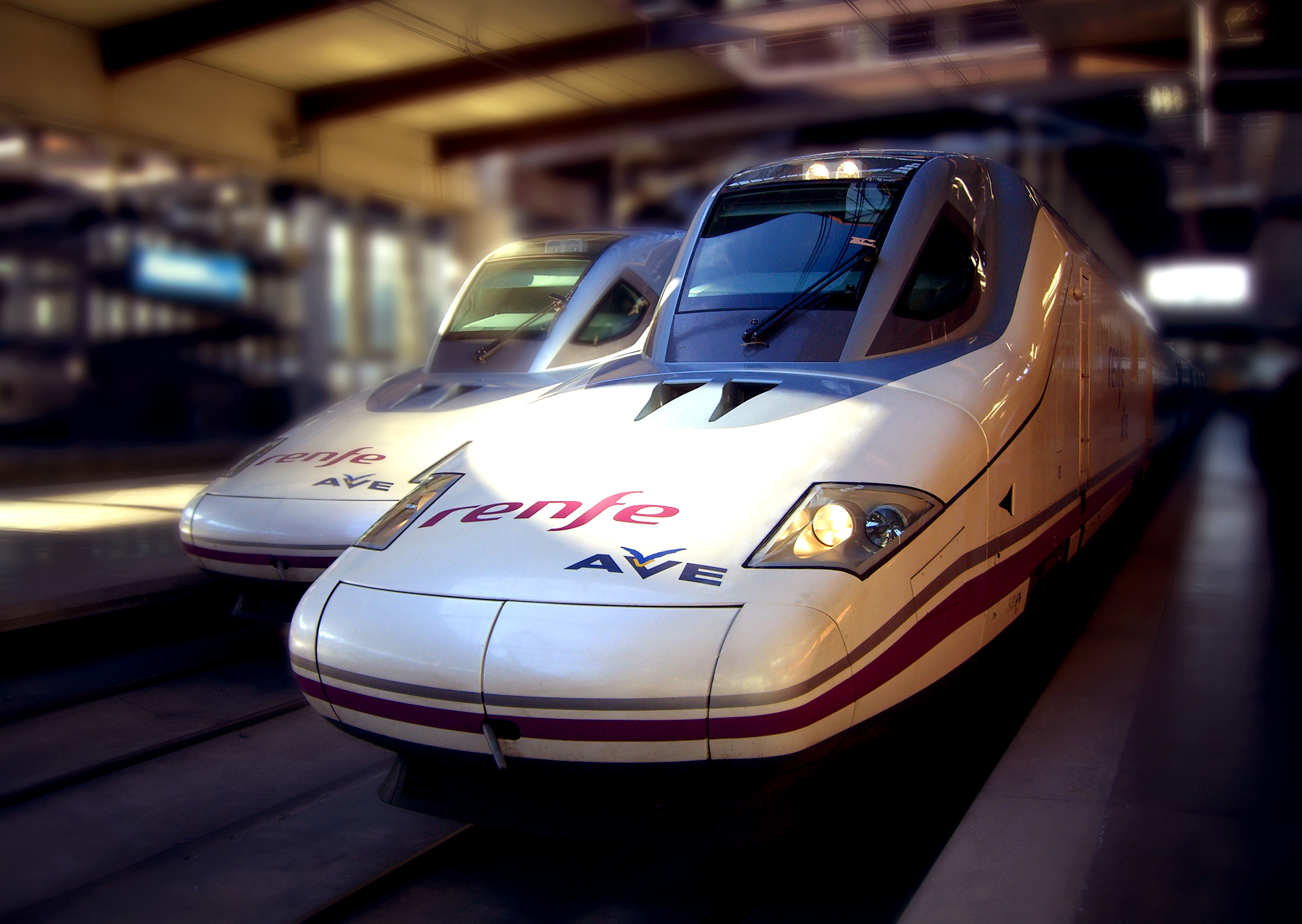
Front AVE type 350

Renfe Operadora, afgekort Renfe, is de nationale spoorwegmaatschappij van Spanje, en is naast Spanje ook actief in Frankrijk. RENFE staat voor "Red Nacional de los Ferrocarriles Españoles", Nationaal net van Spaanse spoorwegen.
Renfe exploiteert zowel goederen- als passagierstreinen. De passagierstreinen van RENFE worden geëxploiteerd door Renfe Viajeros, de goederentreinen door Renfe Mercancías.
Zoals in meer Europese landen is de infrastructuur, het spoor zelf, niet meer in handen van de exploitant van de treinen. Voor het beheer van de spoorlijnen is ADIF opgericht. Het net heeft drie verschillende spoorbreedtes: breed- of Iberisch spoor, normaalspoor en meterspoor. Het nationale net heeft van oudsher breed- of Iberisch spoor (1668 mm). Nieuwe hogesnelheidslijnen wordt normaalspoor (1435 mm) gebruikt. Regionale spoorwegbedrijven bouwden hun lijnen vaak met smalspoor en een deel daarvan behoort nu tot Renfe.
Behalve Renfe worden op de hogesnelheidslijnen ook treindiensten geëxploiteerd door SNCF Ouigo en Iryo.
Naast Renfe zijn in Spanje ook kleinere spoorwegmaatschappijen actief. Deze zijn in bezit van de regionale overheden: Euskotren in Baskenland en FGC in Catalonië.

## Treincategorieën
Treincategorieën van Renfe zijn:
- AVE: langeafstands-hogesnelheidstreinen met maximumsnelheid 300 km/u of hoger.
- Avant: regionale hogesnelheidstreinen.
- Alvia: langeafstands hogesnelheidstreinen met maximumsnelheid tot 250 km/u. Er worden treinstellen gebruikt waarvan de wielstellen in speciale installaties kunnen worden aangepast voor zowel het rijden op normaalspoor en breedspoor. Dit maakt doorgaande treinen mogelijk die op hun route zowel van normaalsporige hogesnelheidslijnen als van breedspoor trajecten gebruik maken.
- Avlo: lagekosten hogesnelheidstreinen.
- Intercity: soortgelijk aan Alvia maar met slechts een klasse en beperkte catering.
- Euromed: hogesnelheidstreinen op breedspoor tussen Barcelona en Valencia.
- Media Distancia, Regional, Regional Exprés.: (inter)regionale treinen op breed- of meterspoor.
- Cercanías: voorstadstreinen in de agglomeraties Madrid, Barcelona (aldaar Rodalies genoemd), Oviedo en Gijon (Asturias), Bilbao, Cádiz, Santander, Malaga, Murcia/Alicante, San Sebastian, Sevilla, Valencia en Zaragoza.

Voormalige treincategorieën:
- Altaria: langeafstands-treinen met maximumsnelheid tot 200 m/u. Voor de treinen werd Talgo IV of VI met was variabele assen gebruikt getrokken door een locomotief. Deze treincategorie is in 2020 opgeheven.
- Alaris: hogesnelheidstreinen op klassiek spoor met maximumsnelheid tot 200 m/u. Deze treincategorie is in 2013 opgeheven.
- Talgo: langeafstandstreinen met Talgo-rijtuigen. Deze naam wordt sinds 2020 niet meer gebruikt als treincategorie.
- Arco: langeafstandstreinen met gerenoveerde rijtuigen. Deze treincategorie bestaat sinds 2020 niet meer.
- Trenhotel: nachttreinen met Talgo-materieel die 's nachts van Barcelona-Sants naar Vigo-Guixar rijden. Deze treincategorie is in 2020 opgeheven.
- Estrella: nachttreinen zonder Talgo-rijtuigen. Deze treincategorie is in 2015 opgeheven.